# Ciężkowice (Gidle)
Ciężkowice ist ein Dorf in der Woiwodschaft Łódź im Kreis Radomsko in der Gemeinde Gidle.
In den Jahren 1975–1998 gehörte der Ort verwaltungsmäßig zur Woiwodschaft Częstochowa.
Hier befindet sich ein gemauertes Herrenhaus mit einem Turm, das in der zweiten Hälfte des 19. Jahrhunderts erbaut wurde und im Besitz der Familie Buczyński war.
Im Jahr 2021 betrug die Zahl der Einwohner 512.

## Denkmäler
Laut dem Denkmalschutzregister des Nationalen Instituts für Kulturerbe sind die folgenden Objekte in die Denkmalliste eingetragen:
- Herrenhausensemble, 2. Hälfte des 19. Jahrhunderts, Denkmalschutznummer: 526/91 vom 18.06.1991: Das Herrenhaus entstand am Übergang vom 19. zum 20. Jahrhundert. Es handelt sich um ein zweigeschossiges, gemauertes Gebäude im neoklassizistischen Stil. Es verfügt über einen achteckigen Turm.

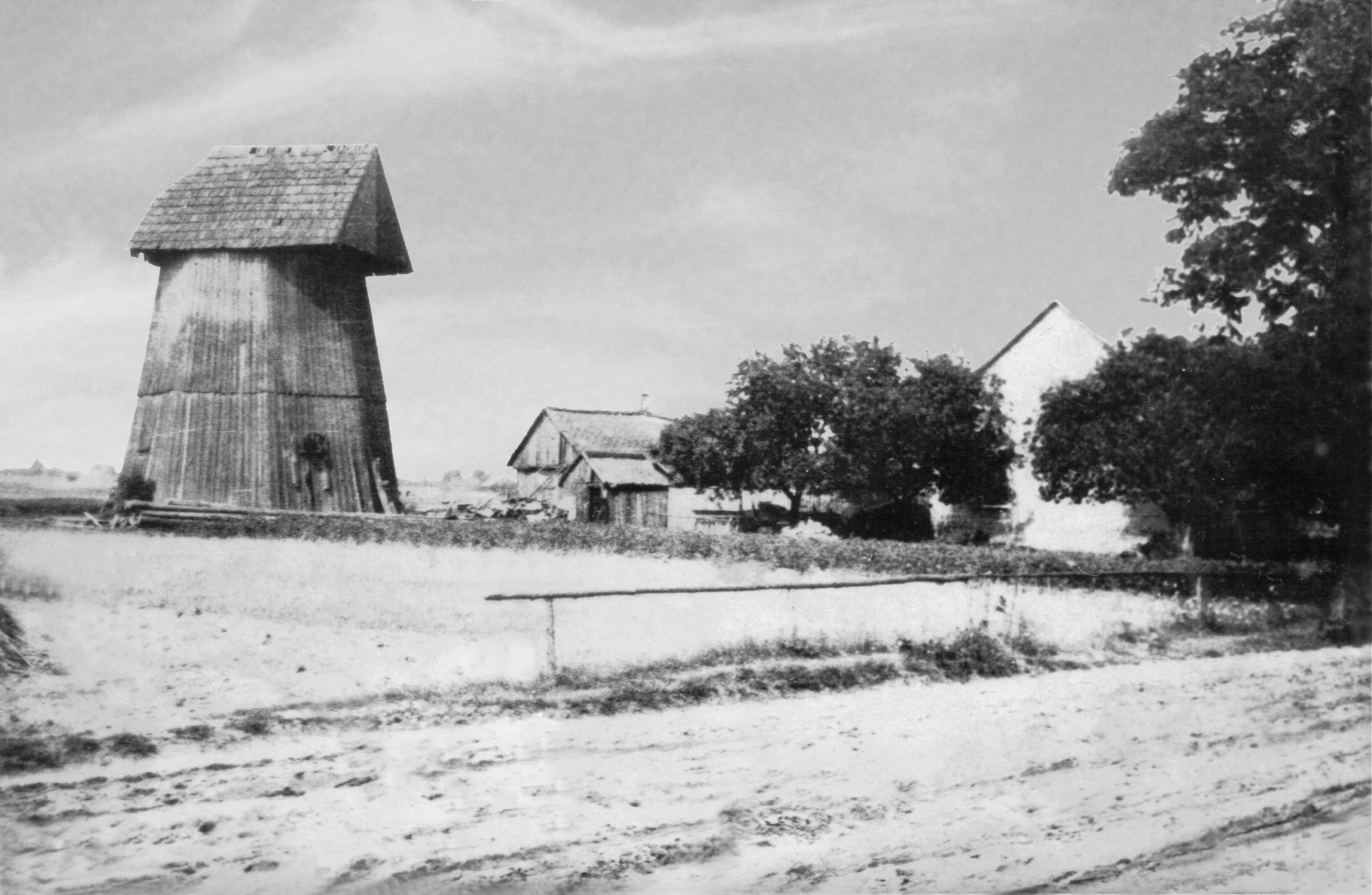
Die Windmühle in Ciężkowice wurde 1963 erbaut und 1968 abgerissen.